# Souleymane Diawara
Souleymane Diawara (ur. 24 grudnia 1978 w Dakarze) – senegalski piłkarz grający na pozycji środkowego obrońcy. Posiada także obywatelstwo francuskie.

## Kariera klubowa
Diawara urodził się w Dakarze, ale w młodym wieku wyjechał do Francji. Tam też rozpoczął piłkarską karierę w klubie Le Havre AC. Początkowo od 1997 roku występował w rezerwach tego klubu w amatorskich rozgrywkach czwartej ligi. W 1998 roku został włączony do kadry pierwszej drużyny i 28 sierpnia 1999 zadebiutował w Ligue 1 w przegranym 1:2 wyjazdowym meczu z AJ Auxerre. W sezonie 1999/00 był już podstawowym obrońcą zespołu, który jednak spadł do Ligue 2. W drugiej lidze Francji Souleymane występował przez 2 lata i w 2002 roku powrócił do ekstraklasy. W barwach klubu z Hawru grał w niej przez rok.
W 2003 roku Diawara przeszedł do FC Sochaux-Montbéliard. W nowym zespole swój pierwszy mecz rozegrał 2 sierpnia, a Sochaux wygrało z FC Nantes 2:1. W sezonie 2003/04 zajął z Sochaux 5. miejsce w Ligue 1 i zakwalifikował się do europejskich pucharów. Zdobył także Puchar Ligi Francuskiej. W sezonie 2004/05 wystąpił ze swoim zespołem w fazie grupowej Pucharu UEFA, a odpadł z niej w 1. rundzie. W sezonie 2005/06 pomógł Sochaux w uniknięciu degradacji do Ligue 2.
30 sierpnia 2006 po rozegraniu 3 spotkań dla „Lwów” Diawara trafił do angielskiego Charltonu Athletic. Podpisał 4-letni kontrakt i kosztował około 3,7 miliona funtów. W Premier League zadebiutował 9 września w przegranych 1:2 derbach Londynu z Chelsea F.C. Sezon 2006/07 nie był jednak dla „The Addicks” udany i spadli oni do Football League Championship. Po sezonie Souleymane wrócił do Francji i został piłkarzem Girondins Bordeaux, które zapłaciło za niego 3,9 miliona euro. W sezonie 2008/2009 zdobył z nim mistrzostwo Francji.
W lipcu 2009 roku za 6 mln euro kupił go Olympique Marsylia i podpisał kontrakt na trzy lata. W 2014 roku przeszedł do OGC Nice.
| Sezon   | Klub               | Kraj    | Rozgrywki      | Mecze | Bramki | Rozgrywki Europy                    | Mecze | Bramki |
| ------- | ------------------ | ------- | -------------- | ----- | ------ | ----------------------------------- | ----- | ------ |
| 1998/99 | Le Havre AC        | Francja | Division 1     | 4     | 0      | -                                   | -     | -      |
| 1999/00 | Le Havre AC        | Francja | division 1     | 25    | 0      | -                                   | -     | -      |
| 2000/01 | Le Havre AC        | Francja | Division 2     | 14    | 0      | -                                   | -     | -      |
| 2001/02 | Le Havre AC        | Francja | Division 2     | 30    | 1      | -                                   | -     | -      |
| 2002/03 | Le Havre AC        | Francja | Ligue 1        | 32    | 1      | -                                   | -     | -      |
| 2003/04 | FC Sochaux         | Francja | Ligue 1        | 29    | 2      | Liga Europy UEFA                    | 6     | 1      |
| 2004/05 | FC Sochaux         | Francja | Ligue 1        | 29    | 1      | Liga Europy UEFA                    | 8     | 0      |
| 2005/06 | FC Sochaux         | Francja | Ligue 1        | 23    | 1      | -                                   | -     | -      |
| 2006/07 | FC Sochaux         | Francja | Ligue 1        | 3     | 0      | -                                   | -     | -      |
| 2006/07 | Charlton Athletic  | Anglia  | Premier League | 23    | 0      | -                                   | -     | -      |
| 2007/08 | Girondins Bordeaux | Francja | Ligue 1        | 28    | 0      | Liga Europy UEFA                    | 6     | 0      |
| 2008/09 | Girondins Bordeaux | Francja | Ligue 1        | 35    | 2      | Liga Mistrzów UEFA                  | 8     | 0      |
| 2009/10 | Olympique Marsylia | Francja | Ligue 1        | 37    | 4      | Liga Mistrzów UEFA Liga Europy UEFA | 5 4   | 0 0    |
| 2010/11 | Olympique Marsylia | Francja | Ligue 1        | 27    | 0      | Liga Mistrzów UEFA                  | 7     | 1      |
| 2011/12 | Olympique Marsylia | Francja | Ligue 1        | 23    | 1      | Liga Mistrzów UEFA                  | 8     | 0      |
| 2012/13 | Olympique Marsylia | Francja | Ligue 1        | 11    | 1      | Liga Europy UEFA                    | 1     | 0      |
| 2013/14 | Olympique Marsylia | Francja | Ligue 1        | 20    | 1      | Liga Mistrzów UEFA                  | 3     | 1      |
| 2014/15 | OGC Nice           | Francja | Ligue 1        | 14    | 0      | -                                   | -     | -      |

## Kariera reprezentacyjna
W reprezentacji Senegalu Diawara zadebiutował w 2002 roku. W 2004 roku po raz pierwszy wystąpił w Pucharze Narodów Afryki, na którym Senegalczycy dotarli do ćwierćfinału. W 2006 w PNA w Egipcie zajął z Senegalem 4. pozycję. W 2008 roku Henryk Kasperczak powołał go do kadry na Puchar Narodów Afryki 2008 w Ghanie.